# Lojas Arapuã
Lojas Arapuã foi uma rede de lojas de varejo fundada em Lins, interior de São Paulo, pelo descendente de libaneses Jorge Wilson Simeira Jacob.. A rede comercializava essencialmente eletroeletrônicos e chegou a ter 265 pontos de venda pelo Brasil.

## História
Órfão de mãe aos 11 anos e, do pai aos 16, com um irmão e uma irmã menores, o Sr. Jacob herdara alguns imóveis e uma pequena loja de tecidos com 10 funcionários. Em 1952, após superar várias dificuldades para gerir sua loja por não ser maior de idade, aos 18 anos, o Sr. Jacob foi emancipado e como o inventário já havia terminado e todos os credores estavam pagos, Jacob separou os imóveis sem dívidas para os irmãos, e continuou a tocar a loja de tecidos Nossa Senhora Aparecida com o crédito que possuía na praça.
Investindo em inovação, preços competitivos e elevando o padrão das mercadorias, em 1954 a loja passou a ser a mais importante da cidade, partindo, então, para construir uma loja nova. Entretanto, o dinheiro acabou antes do fim da obra, descapitalizando a empresa.
Sem desistir, em 1957, Jacob conseguiu inaugurar a nova loja, já com o nome Arapuã. Foi quando a empresa inovou, iniciando o crediário, antes limitado apenas a bens de consumo duráveis.
O passo seguinte foi abrir uma nova loja em Araçatuba, interior de São Paulo. Havia uma grande clientela na cidade que insistia na conveniência de a Arapuã se instalar lá. O investimento se pagou em meses. No entanto, foi quando uma limitação do negócio se tornou evidente: a moda muda sem parar e é diferente de um local para o outro, de uma estação do ano para a outra etc. Não havia ganho com o aumento da escala por causa do excesso de particularidades. A solução apareceu com os eletrodomésticos, cuja comercialização era, à época, incipiente.
O Sr. Jacob decidiu fazer a experiência de comercializar eletrodomésticos contra a vontade dos seus funcionários, que acreditavam que a empresa não era do ramo, e comprou seis liquidificadores de um representante da Walita. O resultado foi um prejuízo, pois as seis unidades tiveram que ser vendidas abaixo do custo. Mesmo assim, o Sr. Jacob não esperou pelos concorrentes, foi à Walita, negociou um pedido à vista de cem unidades, combinou uma campanha promocional e nunca mais deixou de vender produtos daquela marca.
Na década de 1960, o combate à inflação promovido pelo governo militar levou todos os concorrentes da Arapuã a pediram concordata ou saírem do ramo. Na segunda metade da década, a empresa ficou sozinha no mercado, mas, bastante descapitalizada. Estava na hora de decidir o que fazer com os poucos recursos que sobraram, foi quando Jacob decidiu abandonar o ramo original dos tecidos e concentrar-se nos eletrodomésticos, partindo para a expansão. Em função da recessão, a empresa conseguiu assumir vários novos pontos sem custo inicial.
O crescimento, inaugurando quase cem lojas de 1966 a 1971, inclusive com a inauguração de lojas na capital do estado de São Paulo, garantiu que a empresa estivesse pronta para aproveitar a expansão decorrente do “Milagre Brasileiro”. Ainda em 1971, a empresa já gerava recursos suficientes para iniciar uma fase de diversificação dos negócios através de novos investimentos e da aquisição de empresas existentes.
A primeira opção foi investir no setor de construção civil, que parecia promissor em função do desenvolvimento do Sistema Financeiro da Habitação. Daí surgiu a construtora Lótus. Em 1973, a empresa decidiu entrar em alguma atividade de capital intensivo, de modo a diversificar o risco, naquela época determinado pelos bens de consumo duráveis e pelos imóveis. Optou-se, assim, pela compra da Duchen, uma indústria de alimentos. No início da década de 1980, com a crise da dívida externa brasileira, a empresa adotou critérios de expansão mais rígidos, só expandindo quando era conveniente do ponto de vista estratégico e procurou preservar a liquidez ao máximo. Mesmo assim, comprou uma empresa de fabricação de chocolates em 1981, um banco em 1982, inaugurou uma fábrica de extratos de tomate em 1984, comprou uma fábrica de eletrodomésticos e os pontos de uma rede varejista no Rio de Janeiro em 1985.
Todas as empresas faziam parte do Grupo Fenícia, dono das lojas Arapuã e das marcas Etti, Simeira, Lótus, Banco Fenícia, Neugebauer, GG Presentes e  Prosdócimo.
No final da década de 80, Simeira Jacob partiu com um grupo de executivos para os Estados Unidos. Dias depois, voltou convencido de que era preciso mudar o foco dos negócios. À época, a Arapuã era líder nacional nas vendas de móveis e eletroeletrônicos. De uma só tacada, fechou 120 lojas. A linha de produtos foi reduzida de 7.500 para 700 itens. A empresa, que chegou a ter em seus estoques de televisores a tapetes e cristais, concentrou suas vendas em eletroeletrônicos. Em outubro de 1995 abriu seu capital e passou a ter ações listadas na Bolsa de Valores de São Paulo e Nova York.
Em junho de 1998, a empresa abriu concordata e passou a diversificar os produtos, vendendo novamente móveis, utensílios para o lar como faqueiros, relógios e até brinquedos numa tentativa de reverter o baixo desempenho das vendas.

## Concordata e duas vezes a decretação de falência
Influenciada pela Crise da Ásia, o governo brasileiro provocou o aumento dos juros o que prejudicou as vendas a prazo e o aumento da inadimplência das vendas a prazo (em junho de 1998 os créditos em atraso somavam cerca de R$550 milhões). Com um dívida milionária, a empresa pediu concordata no dia 2 de junho de 1998 e foi decretada no dia 22 do mesmo mês. Fez então um plano de recuperação para evitar a falência. Em 2002 com uma dívida de R$1 bilhão, fechou lojas e demitiu funcionários, porém, não cumpriu integralmente o acordo correndo o risco da Justiça decretar a falência, pois a empresa estava com três parcelas vencidas das concordatas. Na ocasião, a Justiça ainda não decretou a falência da empresa por confiar no seu plano de reestruturação.
Entre fevereiro e março de 2001, nos dois jogos da final do Torneio Rio-São Paulo, a empresa estampou a sua logomarca camisa do São Paulo Futebol Clube que na ocasião sagrou-se campeão.
Em julho de 2002, a Justiça determinou em primeira instância decretar a falência da Arapuã por descumprimento da concordata, porém, a empresa conseguiu reverter a decisão em segunda instância no Tribunal de Justiça de São Paulo (TJ-SP).
Em 2009, o Superior Tribunal de Justiça (STJ) julgou o recurso de duas empresas credoras que pediam a decretação da falência da empresa, para que assim seus bens pudessem ser utilizados para quitar dívidas. Na ocasião, o STJ confirmou a falência da Arapuã por descumprimento da concordata pedida em 1998. O tribunal fez valer a lei de falências de 1945 que ficou em vigor até 2005.
Entre a decisão do STF e a publicação do resultado, a Arapuã solicitou um pedido de recuperação judicial previsto na lei de 2005, que foi concedido pelo TJ-SP. O tribunal entendeu que ainda cabia recurso ao julgamento do STJ. A Justiça paulista aplicou um dispositivo da lei atual de falências de 2005 que permite o pedido de recuperação judicial de empresas que não tenham descumprido as obrigações assumidas.
Um empresa credora e o Ministério Público de São Paulo recorreram da decisão pela segunda vez em 23 de junho de 2020. Nesse meio tempo, a Arapuã aprovou um plano de recuperação judicial e alienou parte dos seus bens para o pagamento de parte das dívidas. Chegou a afirmar que pagou alguns credores e dívidas trabalhistas.
Em uma nova decisão em 2020, o STJ determinou que o resultado do julgamento do TJ-SP foi ilegal porque a Arapuã havia descumprido a concordata e já tinha a falência decretada, o que inabilita a empresa a qualquer pedido de recuperação judicial. Assim, os ministros do STJ decretaram a falência pela segunda vez por 4 votos a 1.

## Os negócios da família atualmente
Herdeiro e presidente da extinta e endividada rede de eletrônicos, Renato Simeira Jacob, filho do fundador Jorge Wilson Simeira Jacob, desembolsou R$ 400 mil para adquirir uma fatia de 20% na empresa de bebidas Beba Rio, criada pelo empresário Francisco Montans.
Com o nome Arapuã como razão social, a família passou a investir em lojas de roupas populares em regiões periféricas de São Paulo e Belo Horizonte. Lançou a Sette Bello Modas, que em 2015 teve sua denominação social alterada para Kosmos Comércio de Vestuário, mas o CNPJ da antiga Arapuã foi mantido. O nome Arapuã deve ser leiloado para pagar parte da dívida, mas, até agora, nenhuma proposta foi apresentada.